# ヒメフヨウ

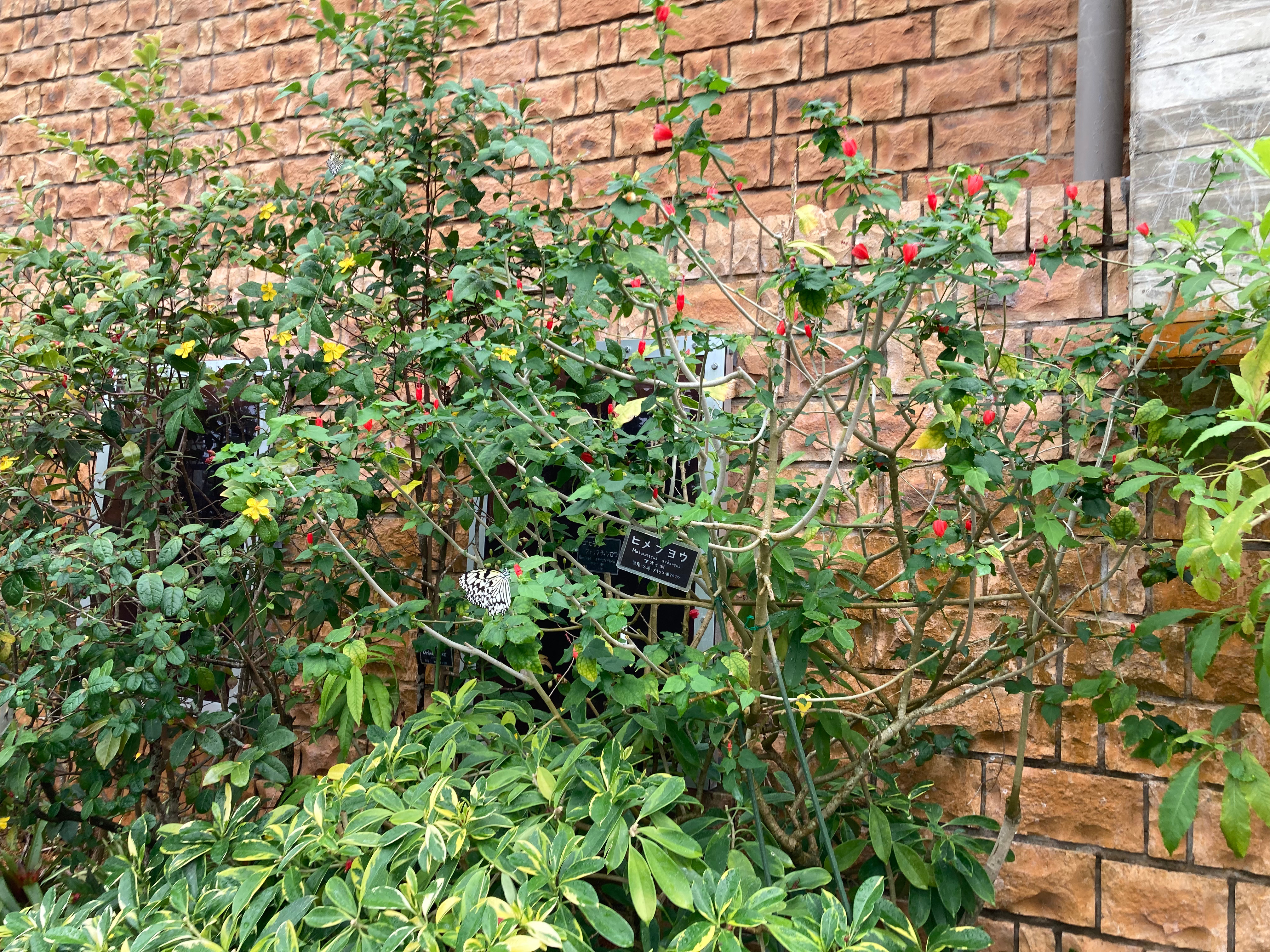
ヒメフヨウ（2024年3月 沖縄県本部町 熱帯ドリームセンター）

ヒメフヨウ（姫芙蓉、学名：Malvaviscus arboreus）はアオイ科ヒメフヨウ属の常緑低木。

## 特徴
高さ3 mほど。葉は広楕円形で先端は尖る。花は鮮紅色や紅紫色で、枝先に単生し上向きに咲くが、花弁は十分開かずに終わる。花弁は短く2–4 cmほどで、花の先に雄蕊筒と花柱が出る。花柱の先端は10分岐する。花期は秋（11月）～春（3月）。果実は楕円形の液果で、初めは赤く多汁質、熟すると乾いて脱落する。鳥類が好んで食べる。

## 下位分類
変種マルバヒメフヨウM. arboreus Cav. var. drummondii (Torr. et A.Gray) Scheryは、葉は丸みを帯び、長さと幅がほぼ等長、葉先が尖らないことで基準変種ヒメフヨウと区別される。なお、YListではM. arboreusにマルバヒメフヨウ、M. arboreus var. drummondiiにヒメフヨウを充てており、学名と和名の対応が白井（1980）とは逆になっているが、本項における和名表記は白井（1980）に従う。

## 近縁種
同属のタイリンヒメフヨウ（別名：ウナズキヒメフヨウ、学名：M. penduliflorus）は、花が下垂すること等で本種と区別される。

## 栽培・利用
熱帯アメリカ（メキシコ～ブラジル）原産で、熱帯各地へ栽培導入・帰化。ニュージーランドや太平洋諸島へも帰化が確認されている。日本へは昭和初期、沖縄へは戦後に入ったとされる。生垣、公園樹、庭園樹。土壌は選ばないが、日当たりが良く有機質の多い場所で花つきが良い。挿し木でよく活着する。よく結実するため、実生による繁殖も可能。樹勢が旺盛で長く栽培していると徒長しがちで半つる状になることもある。花が終わった５月頃に強剪定を行うが、秋から咲く花は新生枝につくので注意。剪定後は基部から枝が出て、ブッシュ状に仕立てることも可能。